# K.k.
L'acronimo k.k. (kaiserlich österreichisch, königlich böhmisch, che in tedesco sta per "imperiale austriaco, reale boemo") era applicato ad autorità, istituzioni e reparti militari dell'Impero austriaco fino al Compromesso austro-ungarico del 1867, con il quale Impero austriaco e Regno d'Ungheria formarono su base paritaria in unione reale l'Impero austro-ungarico. 
Da allora in poi l'abbreviazione k.k. venne applicata solo alle istituzioni della metà austriaca dell'Impero (la cosiddetta Cisleitania). Le istituzioni comuni ad Austria e Ungheria invece erano denominate kaiserlich und königlich (k.u.k.). Contrariamente ai regolamenti, il Gemeinsame Armee continuò ad usare l'abbreviazione k.k. fino alla fine del 1889.
La prima k. era riferita al titolo di imperatore d'Austria, mentre la seconda k. indicava, a partire dal 1867, il titolo di Re di Boemia, che l'Imperatore deteneva in unione personale.

## Termini usati nelle lingue dell'Impero
| Tedesco | Ceco                      | Ungherese                   | Polacco                    | Italiano               | Sloveno                   |
| ------- | ------------------------- | --------------------------- | -------------------------- | ---------------------- | ------------------------- |
| k. k.   | c.k. – císařsko-královský | cs. kir. – császári-királyi | C. K. – cesarsko-królewski | I.R. – Imperiale Regio | c. k. – cesarsko-kraljevi |